# Gajlesze
Gajlesze  (biał. Гайлешы; ros. Гайлеши) – wieś na Białorusi, w obwodzie witebskim, w rejonie brasławskim, w sielsowiecie Achremowce.

## Historia
W czasach zaborów wieś rządowa w powiecie dzisieńskim, w guberni wileńskiej Imperium Rosyjskiego.
W latach 1921–1945 wieś a następnie kolonia leżała w Polsce, w województwie wileńskim, w powiecie dziśnieńskim, od 1926 roku w powiecie brasławskim, w gminie Przebrodzie, a następnie w gminie Brasław.
Według Powszechnego Spisu Ludności z 1921 roku zamieszkiwało tu 284 osób, 111 było wyznania rzymskokatolickiego, 50 prawosławnego, 116 staroobrzędowego a 7 mojżeszowego. Jednocześnie 146 mieszkańców zadeklarowało polską, 138 białoruską przynależność narodową. Były tu 53 budynki mieszkalne. W 1931 w 60 domach zamieszkiwały 322 osoby.
Wierni należeli do parafii rzymskokatolickiej w Belmoncie. Miejscowość podlegała pod Sąd Grodzki w Brasławiu i Okręgowy w Wilnie; właściwy urząd pocztowy mieścił się w Brasławiu.
W wyniku napaści ZSRR na Polskę we wrześniu 1939 miejscowość znalazła się pod okupacją sowiecką. 2 listopada została włączona do Białoruskiej SRR. Od czerwca 1941 roku pod okupacją niemiecką. W 1944 miejscowość została ponownie zajęta przez wojska sowieckie i włączona do Białoruskiej SRR. 
Od 1991 w składzie niepodległej Białorusi.